# Голопристанская городская община

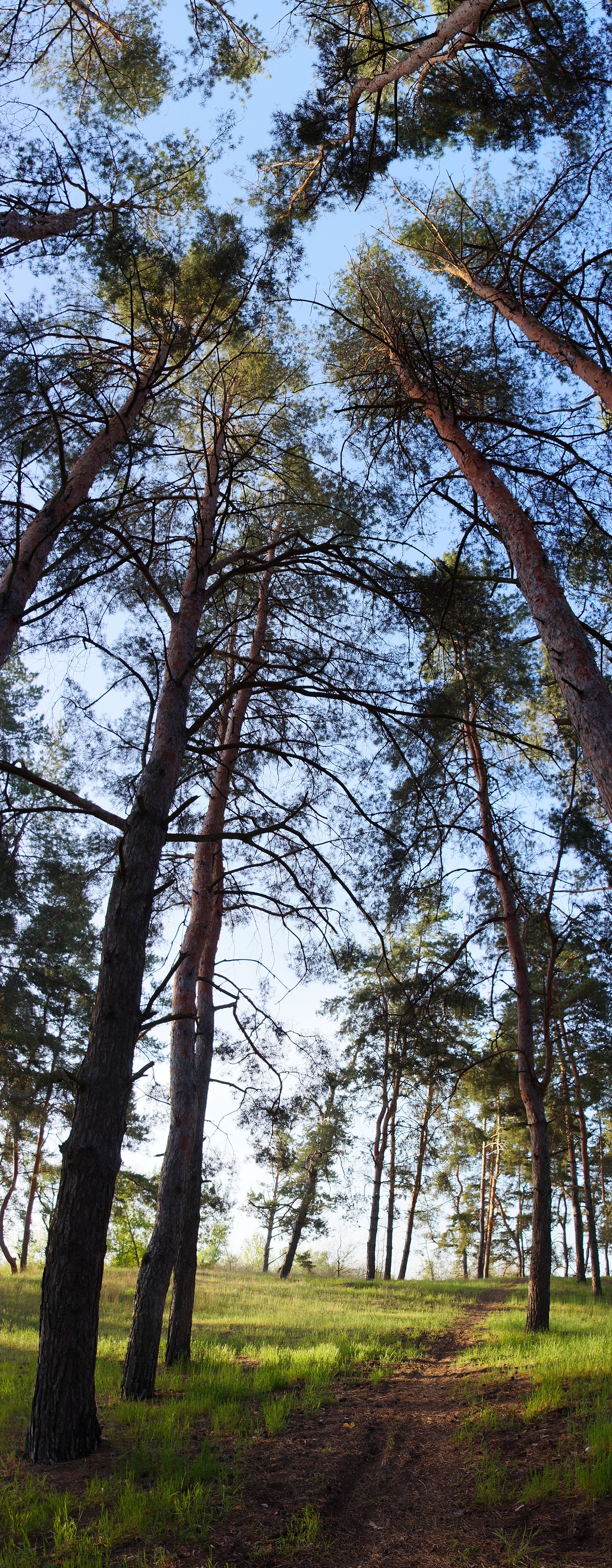
Старые сосны, южная окраина города Голая Пристань.

Голопристанская городская община (укр. Голопристанська міська громада) — территориальная община в Скадовском районе Херсонской области Украины. В состав общины входит 1 город и 13 сёл. Площадь общины составляет 928 км², население — 39504 человека.

## Населённые пункты
В состав общины входят город Голая Пристань — 15001 житель, сёла Белогрудово — 293 жителя, Буркуты — 33 жителя, Великая Кардашинка — 3756 жителей, Гладковка — 2912 жителя, Великий Клин, Кардашинка — 1303 жителя, Малая Кардашинка — 1049 жителей, Коханы — 348 жителей, Малые Копани — 2159 жителей, Родная Украина — 177 жителей, Новая Збурьевка — 7489 жителей, Старая Збурьевка — 2572 жителя, Таврийское — 2089 жителей.

## Органы власти
Председатель общины — Александр Владимирович Бабич.

Администрация общины находится по адресу: Скадовский р-н, г. Голая Пристань, ул. 1 Мая, д. 14.

## История общины
Создана в ходе административно-территориальной реформы 24 июля 2019 года путём присоединения к городу областного подчинения Голая Пристань населённых пунктов Старозбурьевского сельского совета. Население общины на момент создания составляло — 17573 человека. Своё название община получила от названия административного центра, где размещены органы власти общины — города Голая Пристань.
В июле 2020 года, на завершающем этапе территориальной реформы, к общине присоединены населенные пункты Гладковского, Великокардашинского, Малокопановского, Новозбурьевского, Таврийского сельских советов. Голопристанский район был упразднён, община была переподчинена укрупнённому Скадовскому району.
С февраля 2022 года община находится под российской оккупацией в результате вторжения России в Украину.